# Обсада на Янина
Обсадата на Янина е сбор от гръцки военни операции, завършили с превземането на град Янина по време на Балканската война.

## Гръцко настъпление към Янина
Съгласно плановете на гръцкото военно командване, в началото на войната основните гръцки сили настъпват в Тесалия и в посока Солун, където са концентрирани и основните османски части в района на гръцката граница. Военните действия в Епир се водят от отряд под командването на генерал Константинос Сапундзакис, по-късно преобразуван в Осма дивизия. На 3 ноември 1912 г. той превзема пристанището на Превеза и бавно започва да се придвижва във вътрешността към Янина. Отрядът достига подстъпите към града на 25 ноември, но поради малочислеността си не успява да го обкръжи. Дори и след превземането на Солун (9 ноември) гръцкото командване дълго време няма възможност да прехвърли подкрепления към Янина. Една от причините е съпротивата на остатъците османските войски в Македония. Допълнителна причина е изострящият се териториален спор с гръцкия съюзник България. Българските претенции за Солун карат гръцкото командване да задържи голяма част от войските си в града и района.

## Първи опити за превземане на крепостта
В средата на декември гръцките войски, подсилени с една дивизия, предприемат първия щурм на Янинската крепост, но търпят неуспех. Силният османски гарнизон начело с Мехмед Есад Бюлкат паша преминава в контранастъпление и изтласква гърците на юг.
В първите дни на 1913 г. на подстъпите на Янина са прехвърлени значителни гръцки подкрепления (три дивизии) от превзетите Солун и Хиос. Общото командване преминава в ръцете на престолонаследника Константинос. С тях съотношението на силите се променя и, макар да търпят повторно неуспех, при втората си атака на крепостта (на 20 и 22 януари) гърците успяват да изтласкат част от защитниците от позициите им.

## Превземане
В края на февруари числеността на гръцките войски достига 75 хиляди души. Защитниците на Янина наброяват около 30 хиляди души, половината от тях разположени в града, а останалите северно от него. Обсадените имат съвсем ограничено количество муниции и не могат да разчитат на значителни подкрепления, но продължават активно да се отбраняват.
Гръцкият план за превземане на Янина предвижда основен удар по най-добре защитения западен сектор, като за целта е сформирана ударна група от около 20 хиляди души. По останалите сектори се провеждат заблуждаващи маневри. След артилерийска подготовка на 3 март, сутринта на следващия ден ударната група атакува османските позиции от югозапад. Подведено от противниковите действия, османското командване е концентрирало повечето си сили в южния сектор при Бизани и не успява да реагира на нападението, като понася тежки загуби. На 5 март комендантът на града Есад паша капитулира, но не малко от османските войски успяват да се изтеглят на северозапад и да се свържат с остатъците от Вардарската армия.